# Anton Trstenjak
Anton Trstenjak (Rodmošci, 8. siječnja 1906. – Ljubljana, 29. rujna 1996.) bio je slovenski katolički svećenik, filozof i psiholog.

## Životopis
Filzoofsko-teološki studij završio je u Innsbrucku te se usavršavao u Parizu. Specijalizirao se u eksperimentalnoj psihologiji pri Agostinu Geamelliju u Milanu.
Kao psiholog značajan je zbog dvaju enciklopedijskih prikaza suvremene psihologije: „Problemi psihologije” i „Nacrt suvremene psihologije”.